# Kahuzi
Le Kahuzi (anciennement écrit Kauzi) est un volcan éteint des monts Mitumba en République démocratique du Congo, situé dans le Sud-Kivu. Son sommet s'élève à une altitude de 3 308 m, dans le parc national de Kahuzi-Biega.